# Formule 2 v roce 1975
Závody formule 2 v roce 1975 sestávaly z podniků zahrnutých do mistrovství Evropy, dále závodů v Japonsku, které byly součástí japonského šampionátu F2 a závodů pro otevřené mistrovství Švýcarska. Do mistrovství Evropy bylo zahrnuto celkem 14 závodů pořádaných v Portugalsku, Francii, Itálii, Německu, Rakousku a Belgii. Evropský šampionát se stál otevřeným mistrovstvím Francie, když francouzští jezdci obsadili v konečném hodnocení prvních 5 míst.

## Závody formule 2

### Závody formule 2 započítávané do ME
| Datum        | Grand Prix                               | Okruh             | Vítěz                 | Vůz           | Výsledky |
| ------------ | ---------------------------------------- | ----------------- | --------------------- | ------------- | -------- |
| 9. březen    | II Grande Premio do Estoril              | Estoril           | Jacques Laffite       | Martini Mk 16 | Výsledky |
| 31. březen   | XXIX B.A.R.C. "200"                      | Thruxton          | Jacques Laffite       | Martini Mk 16 | Výsledky |
| 13. duben    | IX Deutschland Trophäe                   | Hockenheimring    | Gerard Larrousse      | Alpine A367   | Výsledky |
| 27. duben    | XXXVIII Internationales ADAC-Eifelrennen | Nürburgring       | Jacques Laffite       | Martini Mk 16 | Výsledky |
| 19. květen   | Grand Prix Pau                           | Pau               | Jacques Laffite       | Martini Mk 16 | Výsledky |
| 8. červen    | X Rhein-Pokalrennen                      | Hockenheimring    | Jacques Laffite       | Martini Mk 16 | Výsledky |
| 15. červen   | V Festspielpreis der Stadt Salzburg      | Salzburgring      | Jean-Pierre Jabouille | Jabouille 2J  | Výsledky |
| 29. červen   | XXIII Grand Prix de Rouen-les-Essarts    | Rouen-les-Essarts | Michel Leclère        | March 752     | Výsledky |
| 13. červenec | II Gran Premio di Mugello                | Mugello           | Maurizio Flammini     | March 742     | Výsledky |
| 27. červenec | XIII Gran Premio del Mediterraneo        | Enna-Pergusa      | Jacques Laffite       | Martini Mk 16 | Výsledky |
| 31. srpen    | I B.R.D.C. European                      | Silverstone       | Michel Leclère        | March 752     | Výsledky |
| 14. září     | XI Grand Prix de L'Avenir                | Zolder            | Michel Leclère        | March 752     | Výsledky |
| 29. září     | XVI Grand Prix de Nogaro                 | Nogaro            | Patrick Tambay        | March 752     | Výsledky |
| 12. říjen    | XXVII Gran Premio di Roma                | Vallelunga        | Vittorio Brambilla    | March 752     | Výsledky |

### Závody formule 2 nezapočítávané do ME
| Datum        | Grand Prix                      | Okruh          | Vítěz                 | Vůz          | Výsledky |
| ------------ | ------------------------------- | -------------- | --------------------- | ------------ | -------- |
| 4. květen    | II Nihon Grand Prix             | Fuji           | Masahiro Hasemi       | March 742    | Výsledky |
| 4. květen    | XV Grand Prix de Magny-Cours    | Magny-Cours    | Jean-Pierre Jabouille | Jabouille 2J | Výsledky |
| 4. květen    | III Flugplatzrennen Sembach     | Sembach        | Markus Hotz           | March 752    | Výsledky |
| 25. květen   | III Suzuka Diamond Race         | Suzuka         | Masahiro Hasemi       | March 742    | Výsledky |
| 13. červenec | II Fuji Formula Champion Race   | Fuji           | Kazujoši Hošino       | March 742    | Výsledky |
| 13. červenec | II Coppa Santamonica            | Misano         | Maurizio Flammini     | March 742    | Výsledky |
| 31. srpen    | I Preis der Nationen            | Hockenheimring | Markus Hotz           | March 752    | Výsledky |
| 15. září     | X Rundstreckenrennen Ulm-Mengen | Ulm-Mengen     | Charley Kiser         | Osella FA2   | Výsledky |
| 25. září     | II Great 20 Racers Race         | Suzuka         | Noritake Takahara     | March 742    | Výsledky |
| 2. listopad  | X J.A.F. Grand Prix             | Suzuka         | Kazujoši Hošino       | March 742    | Výsledky |

## Konečné hodnocení

### Mistrovství Evropy
1. Jacques Laffite	60
2. Michel Leclère	36
3. Patrick Tambay	36
4. Gérard Larrousse	26
5. Jean-Pierre Jabouille 24
6. Maurizio Flammini	22
7. Claude Bourgoignie	16
8. Giorgio Francia	16
9. Alessandro Pesenti-Rossi	13
10. Gabriele Serblin	11
11. Brian Henton	10
12. Duilio Truffo	10
13. Vittorio Brambilla	9
14. Hans Binder	9
15. Giancarlo Martini	8
16. Loris Kessel	7
17. Jo Vonlanthen	6
18. Jean-Pierre Jaussaud	6
19. Lamberto Leoni	4
20. Harald Ertl	4
21. „Gianfranco“	4
22. Hector Rebaque	3
23. Carlo Giorgio	3
24. Bernard de Dryver	3
25. Sandro Cinotti	2
26. Ray Mallock	1
27. Alberto Colombo	1

### Mistrovství Japonska
1. Kazujoši Hošino	59
2. Noritake Takahara	59
3. Masahiro Hasemi	45
4. Masami Kuwašima	30
5. Džiró Jonejama	30
6. Naohiro Fudžita	27
7. Hiroši Fušida	26
8. Kuniomi Nagamacu	16
9. Tomohiko Cucumi	16
10. Kendži Takahaši	10
11. Haruhito Janagida	8
12. Tecu Ókada	8
13. Moto Kitano	6
14. Šigeki Asaoka	4
15. Naoki Nagasaki	3
16. Kendži Tohira	2